# 椿大神社
34°58′N 136°27′E / 34.96°N 136.45°E
椿大神社（日语：／ Tsubaki Ōkami Yashiro */?）是一座位於日本三重縣鈴鹿市山本町的神社，又稱猿田彥大本宮，社格是式內小社、伊勢國一宮、縣社和別表神社，主祭神是猿田彥大神，別當寺是以瑞光院為中心的阿彌陀寺、東光寺、玉傳寺、大日寺、六雲寺和國照寺，神宮寺是被認為是神社奧之院的光雲寺，本地佛是椿滿行菩薩（行滿），並且推測尚有原本供奉於瑞光山別當寺的十一面觀音、大日如來、藥師如來、不動明王、聖德太子和阿彌陀如來，氏子數目在1912年時是434戶，2020年的參拜人數達158萬人次，在三重縣內僅次於伊勢神宮和二見興玉神社，位列第三名。此外，由神社負責管理的地形「石大神」在1996年3月7日獲指定為三重縣天然紀念物。 

## 歷史

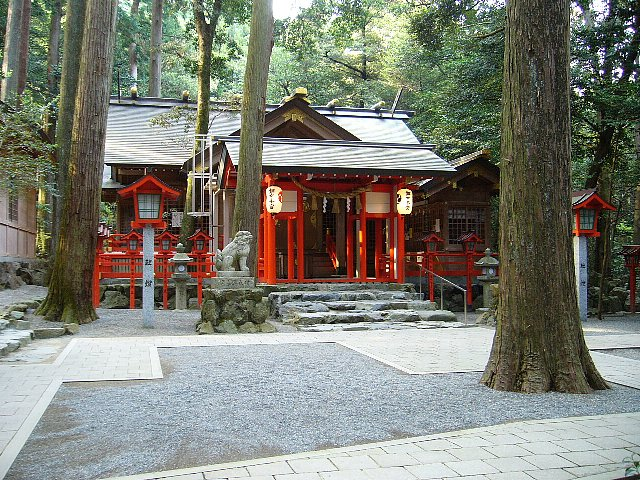
椿岸神社

根據社傳記載，由於猿田彥大神在天孫降臨時前往天之八衢迎接瓊瓊杵尊替其開路至高千穗峰而稱作「開路大神」，其後在垂仁天皇27年（前3年）8月，按照倭姬命的神託，在瓊瓊杵尊停泊的御船磐座（現土公神陵前）興建社殿，為最早供奉「開路大神」的神社，社名源於仁德天皇的夢，也有流傳是由於當地種滿山茶花樹（山茶花在日語中稱為椿）而得名，不過根據《日本眾神—神社和聖地》的說法，由於《神鳳鈔》中記載皇大神宮在三重郡的領地有「椿御園」，椿大神社的後山又叫作「椿嶽」，加上境內的椿岸神社的原社址稱作「下椿」，因此推測社名是源於古地名。文獻上，雖然按《椿大神社史料》記載正曆寺藏的天平20年6月17日（748年7月16日）的《大安寺伽藍緣起與流記資財帳》中提到三重郡河內原的四至中的「東椿社」即是椿大神社，不過御巫清直在《伊勢式內神社檢錄》中則主張是三重郡的椿岸神社（現四日市市）。按《日本大百科全書》的說法，由於神社靠近鈴鹿關而在藤原仲麻呂之亂爆發的天平寶字8年（764年）時獲授予勳七等的神階，按《日本三代實錄》貞觀7年4月15日（865年5月13日）條記載「椿神」後來由從五位上勳七等升至正五位下，其後按《日本紀略》寬平3年8月21日（891年9月27日）條記載，再升至勳十等從四位下。在《延喜式神名帳》中，神社是式內小社。

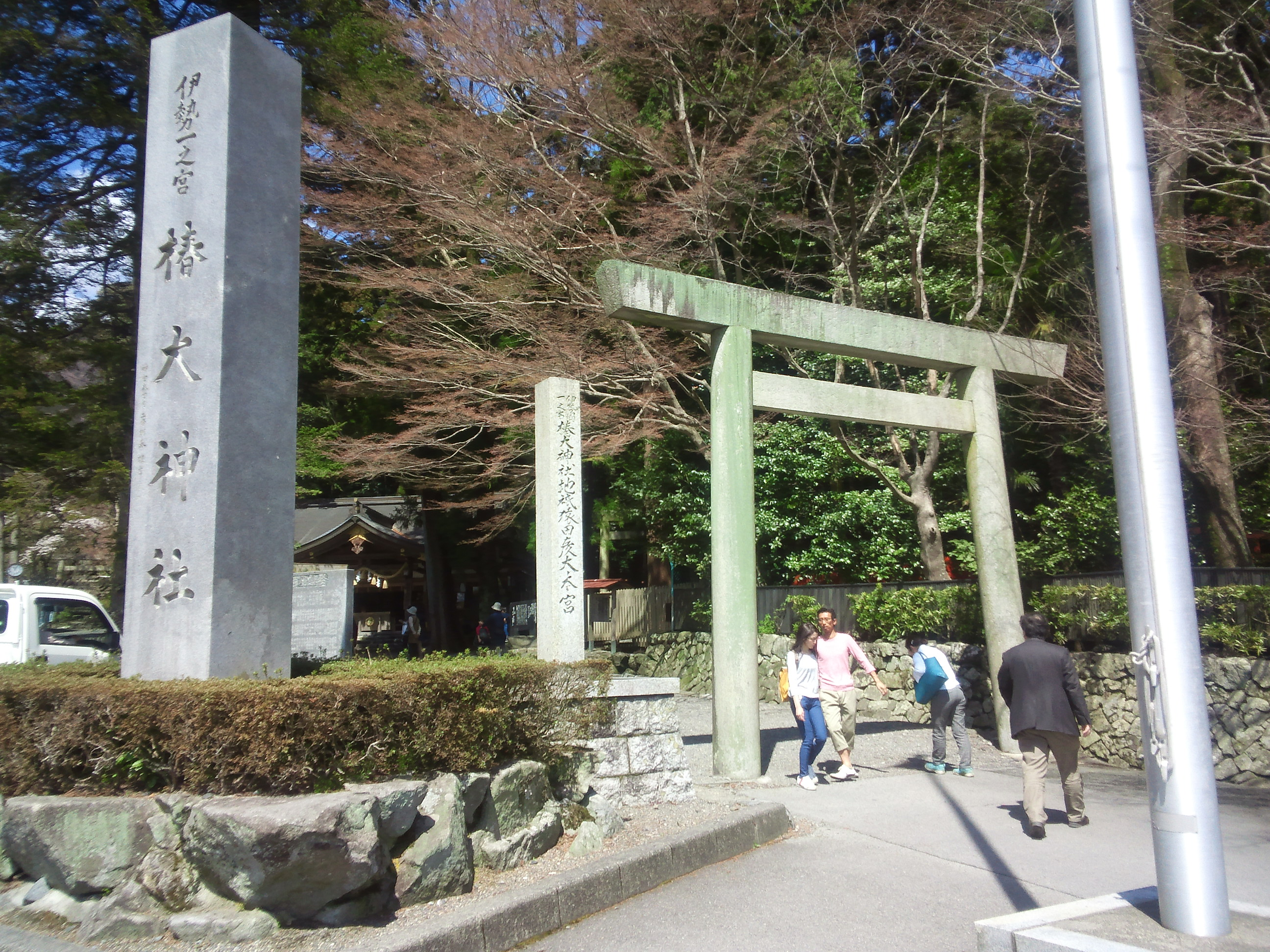
鳥居

關於神社的一宮記述，按《府縣鄉社明治神社誌料》引述北畠准后家記《多氣窓螢》記載，神社獲白河院下賜正三位和社田50町（約0.5平方公里）後，自此稱為伊勢國一宮。神社作為一宮首次出現在文獻上是於南北朝時代奉納至神社的600卷《大般若經》中的第1卷以及第600卷的奧書，分別記載道「奉施入一宮山本椿大明神」和「奉施入一宮椿大明神」，根據第2卷的奧書「康曆元年（1379年，天授5年）五月書之畢」以至第600卷的奧書「明德二年辛未五月十九日（1391年6月21日，元中8年）書寫了」，反映此文獻的書寫時期橫跨康曆（1379年至1381年）至明德年間（1390年至1394年）。不過，由於「奉施入一宮椿大明神」與日期的筆跡不同，有可能是後世補筆，如果排除《大般若經》的話，最早的則是收錄於《續群書類從》的《類聚既驗抄》中的「諸國一宮事」（成書於鎌倉時代後期至室町時代）內有記載「椿宮」。此外，成立於室町時代的謠曲《鈿女》也有「勢州一宮椿大明神」的記載。
另一方面，神社與位於同市一之宮町的都波岐神社就一宮誰屬存在爭論，對此《特選神名牒》認為這是由於《大日本國一宮記》誤將伊勢國一宮記載為都波岐神社（日語中椿和都波岐的發音相同），按照古文獻記載的話理應視椿大神社為一宮。根據平松暢的研究，椿大神社是伊勢國一宮的理由分別是其為國史見在社、成書於南北朝時代的《大般若經》記載其為一宮以及成立時期可以追溯至南北朝時代的《大日本國一宮記》在室町時代經過修訂和增補後於江戶時代初期才開始成形，同時存在多種版本，無法直接採信。相反，《類聚既驗抄》和天理大學附屬天理圖書館藏吉田家文庫舊藏大永3年（1523年）的《六十餘洲名神之事》覺書斷簡中也有記載椿宮的名稱，《式內社研究報告》也認同此說法。《中世諸國一宮制的基礎研究》也稱嚴格來說沒有任何中世史料以都波岐神社為一宮，並且同樣提到平松暢的研究，指出最初為了避免人們誤讀椿宮，因此像《諸國一宮神名帳》便以萬葉假名「都波岐」作為振假名來標示椿宮的讀音，結果卻造成混亂，導致《大日本國一宮記》記載成都波岐神社。《中世諸國一宮制的基礎研究》也因此否定都波岐神社為一宮的說法，另一方面又提到多度神社可能是實際上的一宮，不過由於不存在稱其為一宮的史料，故此仍然視椿大神社為一宮。
進入戰國時代後，神社受到戰亂影響，社領逐漸荒廢，其中尤其以羽柴秀吉在天正11年（1583年）進攻峯城時，神社的社殿、別當寺以及各種社寶和紀錄皆毀於戰火，導致神社一度陷入衰退。不過在進入近世後，神社受到伊勢龜山藩安堵所領等各式各樣的保護，其中本多俊次在寬永14年（1637年）興建社殿和鳥居，又寄進優質田地共3反1畝（約3074.38平方米），而自寬文年間起板倉重常和板倉重冬不但先後替神社興建社殿、拜殿、神樂殿、迴廊和鳥居，又寄進神輿和裝束，並且復興神社的祭祀，而在寶永4年（1707年）8月和翌年10月時則分別寄進25石。明治4年（1871年）4月，神社獲指定為龜山縣第八區的鄉社，兩年後改為三重縣第六大區二、三和四小區的鄉社。1906年12月25日，神社獲指定為神饌幣帛料供進社，翌年兼併村社三社大神、石神神社、小岸大神社、大宮神明社以及其6座境內社，1928年11月升格為縣社，昭和初年根據內務省神社局的調查，神社是日本約二千座供奉猿田彥大神的本宮，因此獲尊稱為「地祇猿田彥大本宮」，目前是神社本廳的別表神社。

## 祭神和建築

### 祭神

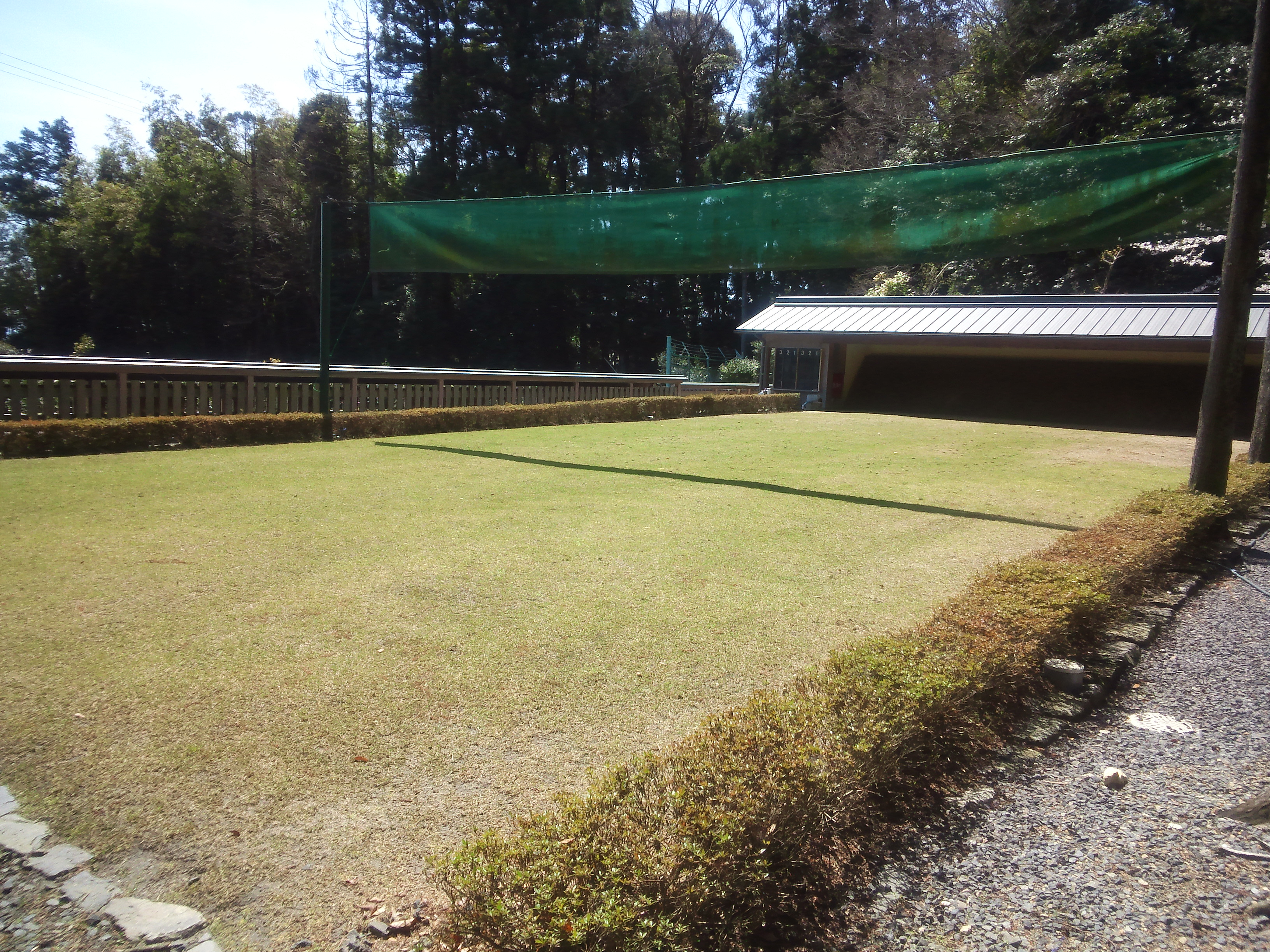
椿自彊館

神社的主祭神是猿田彥大神，相殿神是瓊瓊杵尊和栲幡千千姬命，配神是天之鈿女命和木花開耶姬命，前座是行滿大明神，別宮椿岸神社的主祭神是天之鈿女命，相殿神太玉命和天之兒屋根命，合祀神有高御產巢日神、天照大御神、五男三女神、天之穗日神、豐受大神、大穴牟遲神、速玉男神、伊邪那美大神、大事忍男神、保食神、迦具土神、建速須佐之男命、大山積命、大雀命、品陀別命、菅原道真、彌都波能賣命、大山咋命、宇迦之御魂神、八百萬神、息長帶比賣命、天津日子根命、太玉命、天之兒屋根命、志那都比古神、板倉家祖先和白髮大神主。其中，主祭神猿田彥大神主在地鎮祭、方災解除、祓除、保護土地、家屋和國土等方面尤其靈驗，行滿大明神則是其孫，為修驗道的始祖，代代擔任神主的山本家為其子孫，最初山本家襲名為猿田彥命，後來在崇神天皇時期由於禁止使用神名而改稱行滿。

### 神社建築
根據《鈴鹿郡鄉土誌》記載，神社東西長56間（約101.82），南北35間（約63.64），面積達1831坪（約6052.89平方），《式內社調查報告》則記載是東西2町30間（約0.27公里），南北5町（約0.55公里），17980坪（約59438.02平方），本殿是神明造，正面寬三間（約1.82），長約兩間（約1.67）。除了本殿和拜殿外，神社境內尚有安置獅頭的獅子堂、供奉行滿大明神等的行滿堂神靈殿、起源於平安時代後期的椿延命地藏尊和猿田彥大神的墓地高山土公神陵等等，境內社則有別宮椿岸神社（原本位於下椿，當時佔地達425坪（約1404.96平方），社殿正面寬2尺5寸（約0.76），長3尺（約0.91），神輿宿殿正面寬2間（約3.64），長2.5間（約4.55））、松下幸之助社、椿護國神社、縣主神社、愛宕社和入道岳奧宮等等。此外，神社也有弓道場椿自彊館、茶室鈴松庵、惟神椿道場參集殿和椿會館等設施。

## 祭事
神社主要的祭事是10月11日舉行的本宮秋季例大祭，過去在8月1日至8月3日舉行，與原本位於下椿的椿岸神社舉行神輿渡御的神事，由御園鄉的椿七鄉（長澤、長澤野田、水澤野田、大久保、山本、小社和小岐須）加上北畑、南畑和上野各村的村民手持幡幢參與，推測起源於延寶8年（1680年）10月椿岸神社修理社殿時。此外，根據社傳記載，三年一度的獅子神御祈禱神事舞初式起源於聖武天皇參拜神社後，讓吉備真備奉納獅子頭而來，為日本最早的舞獅，由2月11日開始直至4月12日為止，期間巡迴附近各地，1963年1月11日獲指定為鈴鹿市無形民俗文化財。
| 月次祭和朝詣（毎月1日） 禊修法會（每月11日，4月和10月除外） 交通安全祭（每月15日） 椿宮延命地藏尊緣日（每月24日） | |
| 1月 | 歲旦祭（初詣，1月1日） 自祓御幣焚上式（1月15日） |
| 2月 | 節分祭（2月2日） 紀元祭（建國祭，2月11日） 獅子神御祈禱神事舞初式（僅在牛年、龍年、羊年和狗年舉行，三年一度，2月11日） 試粥神事、祈年祭、厄除大祭（2月21日）                |
| 3月 | 扇感謝祭和古扇焚上式（3月上旬） 行滿堂神霊殿大祭和逝者合同慰霊祭（臨近春分的星期六或星期日）                                                                                |
| 4月 | 入學勸學祭（4月第一個星期日） 本宮春季大祭（講社大祭第一日祭，4月11日） 別宮春季大祭（講社大祭第二日祭，4月12日） 椿護國神社慰靈大祭（4月13日） 寶印大祭（4月第四個星期日） |
| 5月 | 椿大神社弓道大會奉納卷藁射禮 奧宮春季大祭（入道岳山頂，5月12日） |
| 6月 | 御田植祭（6月第二個星期日） 夏越大祓（6月30日） |
| 7月 | — |
| 8月 | 八朔參（夏祭，8月1日） |
| 9月 | 交通安全講大祭（9月15日） |
| 10月 | 宵祭和獻燈祭（10月10日） 神幸祭（本宮秋季例大祭，10月11日） 還幸祭（別宮秋季例大祭，10月12日） 縣主神社例祭（10月秋季例大祭の前後）                                         |
| 11月 | 椿宮短詩形文學獻詠祭（11月3日） 奧宮秋季大祭（入道岳山頂，11月12日） 七五三祭（11月15日）                                                                                   |
| 12月 | 新嘗祭、愛宕社大祭（12月1日） 師走大祓式（12月31日） |

## 外部連結
- . 椿大神社.   [2021-06-11]. （原始内容存档于2022-11-06） （日语）.
- . 三重縣神社廳.   [2022-03-08]. （原始内容存档于2022-03-19） （日语）.
- 的Instagram帳戶